# Élection présidentielle sud-africaine de 1967
L'élection présidentielle sud-africaine de 1967 a opposé Theophilus Dönges au major Pieter Voltelyn Graham van der Byl. Conformément à la constitution sud-africaine de 1961, ce sont les parlementaires qui désignent celui qui exercera les fonctions protocolaires de président de la république d'Afrique du Sud.  

Résultat de l'élection présidentielle de 1967. Theophilus Dönges a reçu 163 voix, tandis que van der Byl en a reçu 52.

## Historique
Le 19 janvier 1967, le caucus des parlementaires du Parti national propose T.E. Dönges pour succéder à Charles Swart à la présidence de l'État de la république d'Afrique du Sud. Au sein du groupe, il s'est imposé face à Jan de Klerk et face à Jacobus Johannes Fouché.
Il est élu le 28 février 1967 avec 163 voix au second tour de scrutin contre 52 voix à Pieter Voltelyn Graham van der Byl, le candidat du Parti uni. 
En mai 1967, Dönges est victime d'une hémorragie cérébrale qui le plonge dans le coma, 3 semaines avant sa prestation de serment et l'inauguration de son mandat présidentiel qui devait avoir lieu le 1er juin 1967. L’intérim de la présidence est alors assuré en son nom par le président du sénat, Jozua François Naudé.
Le 10 juin 1967, Dönges subit une intervention chirurgicale délicate au cerveau. Son état s'améliore mais le 3 octobre 1967, il est victime d'un accident vasculaire cérébral. C'est par l'intermédiaire de son avocat qu'il présente sa démission le 6 décembre 1967. Il meurt le 10 janvier 1968 à l'hôpital de Groote Schuur au Cap, sans jamais avoir repris connaissance et sans avoir pu exercer ses fonctions de président de l'État.